# 李小龙
李小龍（1940年11月27日—1973年7月20日），本名李振藩（也有作鎮藩、震藩），華裔動作片演員、武術家、監製及武術指導。他是截拳道的創始者，混合武術概念的先驅之一。李小龍是香港粵劇丑生李海泉之子，他有两个姐姐（李秋源、李秋凤）、一个哥哥（李忠琛）和一个弟弟（李振輝）。
李小龍本名李振藩（英語：Lee Jun-fan），李振藩的漢字拼音“Jun-fan”最初寫成“震藩”；然而，“震”與他祖父的一部分名字“李震彪”相同，因避諱而改為諧音“振”。生於美國三藩市東華醫院，年少時期在香港九龍生活讀書，拜葉問為師學習詠春拳，其後以詠春為本，化而創立自己的截拳道。自少因父參與演出20多部香港電影。1961年至1964年，他在美国华盛顿大学学习，主修戏剧及哲學。在美国，他開武館授徒邊磨煉武術，又客串演出多部美國電視劇。他嘗試改变亚洲人在美国影片中的形象，但最終連其譯為功夫的電視劇也由外國演員主演。1970年，李小龍獲得香港嘉禾電影公司老闆鄒文懷邀请，在失意好萊塢之下，回到香港主演以功夫為題的動作電影《唐山大兄》而大获好評，李小龍迅速展開其知名度。此后他主演了《精武門》、《猛龍過江》、《龍爭虎鬥》及《死亡遊戲》，此4部半动作电影震撼了整個影坛，而且在国际上迅速声名鹊起。
32歲的李小龍於1973年7月20日參與演出《死亡遊戲》期間，猝死於女星丁珮在香港九龍塘的家中，事件引起極大震撼。然而，李小龍去世後其聲威依然不減，他的銀幕形象對全球華人以至世界各地均有影響力，他的名字是武打電影甚至是中國武術的象徵。

## 生平

### 家庭背景
李小龍的父親李海泉為香港粵劇四大名丑之一，母親何愛瑜為何甘棠（香港富商何東爵士同母异父之弟）与情妇张琼仙（本身即是香港歐亞混血兒）收养的欧亚混血儿（但也有一些观点认为实际上是他们的亲生女儿）。李小龍有兩姊李秋源、李秋鳳、兄李忠琛（林燕妮、張瑪莉之前夫）及弟李振輝。妻子蓮達（香港譯為「蓮達」）與其誕下儿子李國豪和女兒李香凝。

### 童年

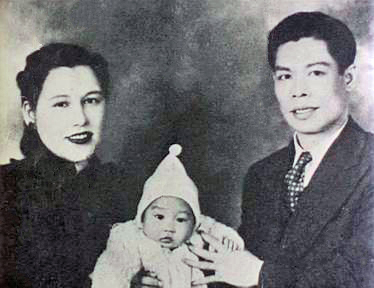
李小龙與父母

1939年，李海泉偕妻子及三個兒女從香港遠赴三藩市唐人街演出粵劇。
1940年，李小龍生於舊金山唐人街的東華醫院，該年為庚辰年，中國人稱為龍年，且小龙生于辰（龙）时，后呼应其乳名“细凤”，而藝名「李小龍」為《細路祥》作者袁步雲取名，在1950年公映的《細路祥》首次使用（然而《細路祥》一片的片頭字幕與當年在報章上所載之名字卻是“李龍”），而李小龙的英文名“Bruce”的起名者则据说是东华医院的医师格洛弗。
1941年，李小龍跟隨父母返回香港，開始時與兄長入讀嘉諾撒聖瑪利書院。1949年因應天主教香港教區要求，所有男生都需轉往德信學校繼續學業，及後再轉讀喇沙書院。尽管少年李小龙家境比较富裕，但由於中國發生「第二次国共内战」，大量中國人逃入當時英國統治下的香港，令香港變得擠迫。李小龙讀至中一因打架及曠課被趕出校，轉到聖芳濟書院繼續學業。李小龍自幼身體孱弱，其父為了兒子體魄的強壯，在他7歲時便教其練習太極拳，以鍛鍊身體。
1956年16歲时，李小龍重返校園，他在一次帮派冲突中受挫，于是到油麻地利達街拜葉問為師學習詠春拳（在一次訪問中說出13歲時跟隨葉問學習）。虽然咏春练习并不固定，但李小龍曾因詠春練習單調而放棄，后因与街頭流氓打架時使出一招詠春的日字衝拳擊倒對方而重新回到詠春門下。在叶问门下学武期间，李小龙曾遇到重重阻力，但李小龙坚持不懈，继续学习。授業師兄（相当于教练）為有“講手王”之称的黃淳樑。半年後，葉問搬遷到李鄭屋邨，李小龙比較少到這裡。在拳術方面，多與同樣曾習西洋拳的黄淳梁練習。此外，他還練過洪拳、白鶴拳、功力拳、蔡李佛、太極拳、譚腿、少林拳、戳腳、节拳等拳種。叶问试图让青少年们参加有组织的拳击，以此阻止他们参与街头帮派的冲突。作为叶问为数不多的亲授学生，李小龙1957年奪得香港校際拳擊比賽少年组冠軍。

### 童星時期
1941年，李小龍僅3個月大就在粵語片《金門女》中亮相。1948年，李小龍以「李鑫」的藝名，客串參演了俞亮導演的《富貴浮雲》，而該片廣告亦標明「新李海泉」客串演出。翌年，他先後以「小李海泉」及「新李海泉」客串參演《夢裡西施》（1949年）及《樊梨花》（1949年），到了第四部客串的電影《花開蝶滿枝》（1950年），他以「李敏」為藝名參與演出，當年的電影廣告更特別標明「神童小李海泉客串」，可見當年李小龍的童星演出已相當出色。
李小龍首次以男主角身份演出的電影是1950年公映的《細路祥》，片中飾演一個從好變壞，又從壞變好的孤兒，獲得一致好評，並奠定了他的童星地位，當時廣告上稱他為「李龍」。隨後李小龍還參演了《凌霄孤雁》（1950年）。翌年，李小龍參演的《人之初》再次獲得好評，他在劇中飾演一名誤入歧途的不良少年，影評人向宸曾在《文匯報》撰文，指李小龍「配稱粵語片『天才童星』，粵片工作者應該好好重視他。」
在1953年至1955年期間，李小龍先後參演中聯影業公司的七部電影，分別是《苦海明燈》（1953年）、《慈母淚》（1953年）、《父之過》（1953年）、《千萬人家》（1953年）、《危樓春曉》（1953年）、《無風》（1954年）、《愛 (上下集)》（1955年）及《孤星血淚》（1955年），大部分角色均為「乖仔」。隨後先後參演《守得雲開見月明》（1955年）、《孤兒行》（又名《苦命女》，1955年）、《兒女債》（1955年）、《詐癲納福》（1955年）、《早知當初我唔嫁》（1956年）等粵語片。1957年公演的《雷雨》是李小龍參演唯一的「文藝片」，片中他飾演善良的二少爺，更是他在電影上首次有戀愛的戲份。同年公映的《甜姐兒》，客串演出的他只與女主角文蘭跳了一場恰恰舞，卻受到觀眾的注目。
1960年上映的《人海孤鴻》是李小龍赴美求學前的最後一部粵語片，片中飾演一個戰爭孤兒「阿三」，與飾演孤兒院院長的吳楚帆（他亦是本片監製及編劇）有不少對手戲，演出極為出色，影評人石琪甚至稱此片「無疑是李小龍的代表作......主要是形象鮮明、迫真」。

李小龙跳恰恰（與文蘭，攝於1958年）

此外，李小龙酷爱跳恰恰舞，少年时期曾获全港恰恰舞邀请赛冠军，在港期間曾以教授著名拳師邵漢生恰恰舞，來換取對方教他中國拳法，不過他并沒有學。1960年代，李小龍在美國也曾教過一些當地人跳恰恰舞，據聞他的恰恰舞老師是一位名叫Terry的菲律賓人。而李小龍在《甜姐兒》與《早知當初我唔嫁》，都有跳恰恰舞的鏡頭，後者更是教導粵劇名伶任劍輝跳舞。

### 留美時期

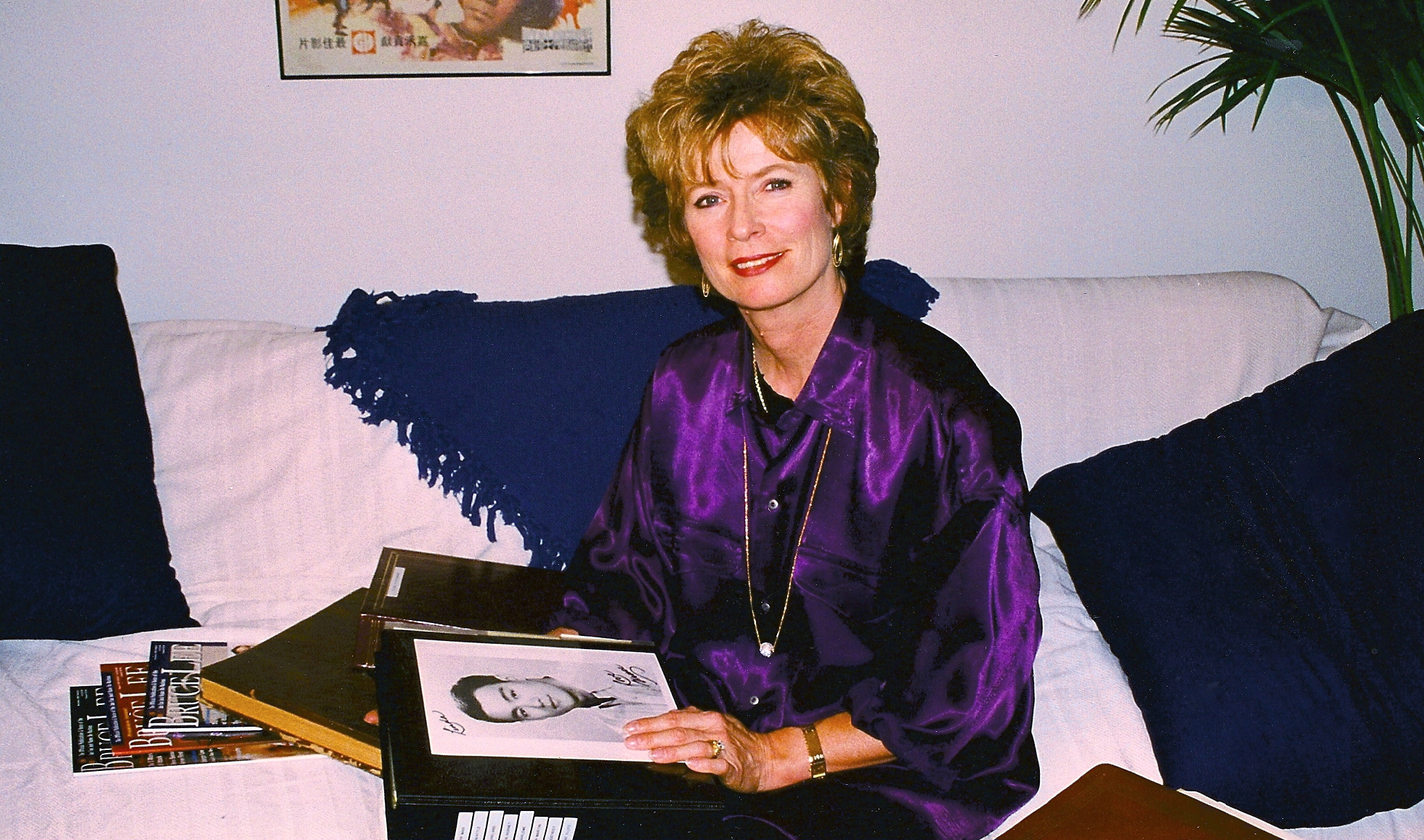
李小龍遺孀蓮達

李小龍在一次街頭鬥毆中打傷了三合會老大的兒子，遭到黑幫宣告追殺，有感於當時香港環境複雜，李海泉經過此事後下定決心送李小龍回到出生地—美國留學，以期修正他好鬥的性格，經過熟人安排後，於1959年4月29日晚，家人决定坐船將他送往美國。李小龍于1961年考入西雅图华盛顿大学，主修戲劇，並副修了哲学、心理學及其他學科。就讀的同時，他也結識了未來的妻子琳達。1962年4月，李小龍大二期間租用了校園的一個停車場角落，掛起了「振藩國術館」的牌子。在振藩国术馆中，他主要教授他在当地的朋友。他的第一位学生是曾练习柔道的格魯夫，第一位教学助手是木村武之。两人后来也向他人传授李氏功夫。他邊教邊刻苦磨煉，技術大有長進，尤以腿法造詣更為精深。
1964年，他应艾德·帕克之邀出席美國加州長堤国际空手道锦标賽，表演了双指伏地挺身（俯卧撑），即使用同一只手的拇指和食指，双脚分开大约一肩宽。李小龙还表演了寸拳，细节如下：李小龙站直，右脚靠前，右膝微微弯曲，面前站立一人。李小龙右臂部分扩展，右拳距离对方胸部约一英寸。在没有收回右臂的情况下，李用力打出一拳，同时保持姿势基本不动，将对方击退，摔倒在后面的椅子上，这张椅子放在对方身后以防止摔伤，但强大动能让对方摔倒在地。对方为来自加州斯托克顿市的志愿者鲍勃·贝克。贝克回忆道：“我告诉李小龙不要再做这种示范。在他击打我后，我的胸部疼痛得难以忍受，不得不在家休假。”
正是通过1964年的空手道大赛，李小龙结识了跆拳道大师李俊九。两人成为朋友，作为武术家，双方都从这段友谊中获益。李俊九详细教授李小龙侧踢，李小龙则授予李俊九“无预兆”出拳。
1964年8月，李小龙在加州奥克兰的4175 Broadway街成立「振藩國術館」，向非华裔教授武术。
1964年，李小龙在加州奥克兰唐人街与黄泽民进行了一场极富争议的对决。黄泽民是形意拳、北少林拳以及太极拳的一把好手。据李小龙称，一些华人向他下达了最后通牒，命他停止向非华裔教授武术。李小龙不为所动，于是便有了这样的一次对决。比武前双方约定：如果李小龙输了，他就要关闭自己的武馆；如果他胜出，他将得以继续教授白人以及其他任何人。黄泽民对此说表示否定。他表示自己是接受了李小龙在一次剧院表演之后向自己提出的挑战，而他对白人以及其他的非亚裔并没有区别对待之意。
李小龙就此次对决称：“挑战书上有唐人街上所有师傅的名字，但我并不害怕。”
比武的见证人包括琳达，詹姆斯·李（李小龙的同事，仅与李小龙同姓，无血缘关系）和太极拳教练威廉·陈。黄泽民和威廉表示对决持续了20到25分钟；而李小龙，詹姆斯以及琳达却认定比赛在三分钟内就以李小龙的决定性胜利结束了。琳达称：“这场毫无保留的比赛在开始后总共进行了3分钟。李小龙将他打倒在地，问他：‘想放弃吗？’那人答道：‘我认输。’”
黄泽民在《太平洋周报》这份旧金山的中文报纸上发表了他对比武的回忆，同时对李小龙发出了第二次挑战。李小龙没有答复。此事就这么平息了。李小龙依然向白人教授武术。

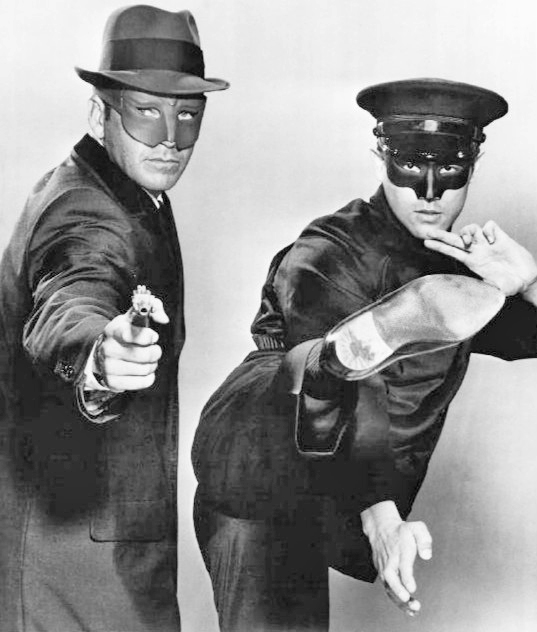
李小龍在電視劇《青蜂俠》的造型（左為范·威廉斯）

他被電視劇《蝙蝠俠》製作人多兹尔賞識，邀請試鏡。1966年4月30日，李小龍與美国广播公司簽訂了30集電視劇《青蜂俠》的演出合約，擔演配角「加藤」，但只能播出一季共26集。其後以「加藤」角色演出2集《蝙蝠俠》，又在電視劇《無敵鐵探長》（1967年）和《新娘駕到》（1969年）中客串，也在電影《醜聞喋血》（1969年）中擔演一個小角色。
1967年7月9日，李小龙正式在洛杉磯中國城的振藩國術館，确立其武道哲学截拳道之名称，是李小龍最後親自開館授徒的武館，武館位置在628 W College St, Los Angeles，截拳道英文拼音是李小龍請教UCLA語言學教授後確定的。在早期李小龍在洛杉磯教的主要是詠春功夫，後來開始融入一些全新的內容，比如腿法以及將格鬥哲理運用於技擊之中的方式，此時他的技擊術開始變化，但這種變化並非簡單地增加或混合某些不同的技術、方法和結果，而是使技術變得更富效率且更符合哲理。在當時攔截是李振藩技擊術的基石，主動的以攻為守的攔截可運用多種方法去實現。它不是阻擋的意思，但它可作為一種積極的防禦方法來化解迎面而來的打擊。攔截意味著在對手進攻之當時或進攻之前阻止他，大多數技擊術是建基於單純的進攻和被動的防守之上，而在當時攔截已成為截拳道的首要技擊原則之一。
李小龙还出席了1967年長堤國際空手道錦標賽，并进行了各种表演，包括对USKA世界空手道冠军摩尔表演了“无敌拳”。李小龙告诉摩尔，他会对着摩尔的脸打出一记直拳，而摩尔要做的就是试图阻挡这记直拳。李小龙后退几步，询问摩尔是否做好准备。当摩尔点头确定时，李小龙滑步向前进入攻击范围，并对着摩尔的脸打出一记直拳，在打中前停止。在八次尝试中，摩尔一次也没能拦下李小龙的拳。
直到1968年，李小龍再次參與電影工作，先後在马丁主演的特務片《風流特務勇破迷魂陣》，及奎恩主演的電影《春雨漫步》擔任動作指導。1969年公映的電影《醜聞喋血》是李小龍在成年時期首部參演的作品，劇中他飾演反派角色「黃宏度」，其後他於電影《血灑長街》（又名《盲人追凶》1970年）擔演一個小角色。1970年，李小龍曾創作以民初時代為背景的中國武俠片電影劇本《無音簫》，並成功覓得美國影星柯本合作，但因李小龍回港拍攝《唐山大兄》而擱置。
後來李小龍被江湖中人王俊開槍襲擊，身中兩彈，因為0.22口徑手槍子彈殺傷力不大，李小龍當時穿皮夾克，沒受傷害。但是李小龍經此事後決定離開美國，遠走香港。

### 回港發展
1970年代，邵氏兄弟曾透過李小龍好友小麒麟接洽邀他回港拍片，但當時李小龍提出影片製作成本不能低於60萬港元、要擔任影片的武術指導、有權修改劇本，以及由他邀請的外國演員要以美金支薪等要求，令邵氏高層無法接受，最終合作未能成事。其後，邵氏行政總裁鄒文懷離職出走，另組嘉禾，並派導演羅維的太太劉亮華到美國邀請李小龍回港發展。
《唐山大兄》（1971年）

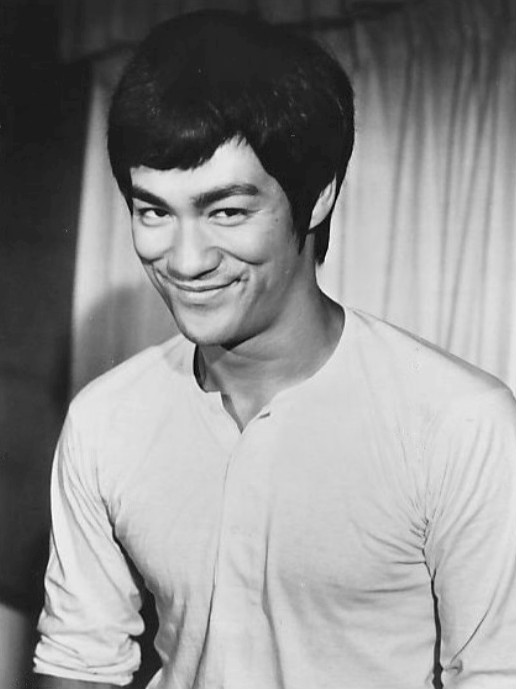
1971年拍攝《唐山大兄》時的李小龍

《唐山大兄》是李小龍旅美回港後所拍的第一部影片。他飾演的唐山青年鄭潮安，在泰國曼谷冰廠工作，與實際為販毒分子的冰廠大老闆進行殊死的鬥爭，片中李小龍迅猛的三腳迴旋連環踢、凌空飛腳以及高亢的嘯叫等武打噱頭皆極具個性，令觀眾如癡如醉，功夫熱潮因而掀起。該片創下了香港開埠以來的電影最高票房紀錄，達到300萬港元。
當時粵語片正陷於低潮，幾乎停止生產。他替羅維拍《唐山大兄》及《精武門》，原版都是國語對白，後來嘉禾重新發行才配上粵語。在此形勢下，李小龍憑藉著一身好武藝與個人銀幕魅力，不僅在七十年代初期掀起一股電影熱潮，將觀眾拉回戲院中，讓衰退的香港電影工業重新找到一線生機，使嘉禾公司奠定基礎；亦使「功夫片」復甦，賦予新的面貌與活力。他的電影也身價百倍，轟動了全球，讓人們對香港電影刮目相看。  
《精武門》（1972年）
李小龍在片中飾演霍元甲弟子陳真，他在追查中得知師父是被日本人毒死的，他大鬧日本武館，砸爛污衊中國人是“東亞病夫”和“狗與華人不得入內”的牌匾。
片中李小龍不使用蹦床等輔助工具及替身，且首次將雙節棍搬上銀幕，並道出一句經典對白：「中國人不是東亞病夫」，自此成為了一大經典。該片票房收入超過400萬，位列當年賣座港產片的亞軍，並且榮獲了第10屆金馬獎最佳技藝特別獎。
《猛龍過江》（1972年）

協和電影公司为香港旧时一间电影公司，1971年开张，由李小龙同嘉禾电影创办人邹文怀共同创立，李小龙后期的电影都有该公司参与

李小龍與嘉禾公司合組協和公司，《猛龍過江》是他唯一部自編自導自演的影片。李小龍在片中飾演一個來自香港鄉村的功夫高手唐龍，遠赴意大利幫助一家中餐館的女老闆（苗可秀饰）剷除當地惡霸。主要的打鬥部分被安排到羅馬鬥獸場，《猛龍過江》也由此成為香港電影史上第一部遠赴歐洲取景的影片。該片在台灣上映時，創有史以來的最高票房記錄，並榮獲第11屆金馬獎的優等劇情片獎。
《龍爭虎鬥》（1973年）
李小龍與美國華納兄弟公司合作拍攝，亦是李小龍在好萊塢電影中第一次擔任主角，也是他的遺作，從而使李小龍一躍成為世界級國際影星。片中李小龍扮演一個少林寺武功高手，隻身闖入荒島去收服一名少林叛徒，李小龍將角色冷漠嚴峻的性格表現得淋漓盡致。他深入孤島地下室，與趕來的打手對打，該片打鬥場面及使用武器較多，是系列中最賣座的一部。片中，李小龍展示出少林齊眉棍、菲律賓短棍、雙節棍等絕技。
1973年5月10日，李小龍在拍攝本片時曾於片場內昏迷。
《死亡遊戲》（1973年）
講述一位強者為了奪得傳說中的稀世珍寶而勇闖七層寶塔，經過一輪惡鬥後到達塔頂，卻只換來一句古老的謁語：「生是一個等待死亡的歷程」。豈料一語成讖，該片成了李小龍的未竟遺作。

## 逝世

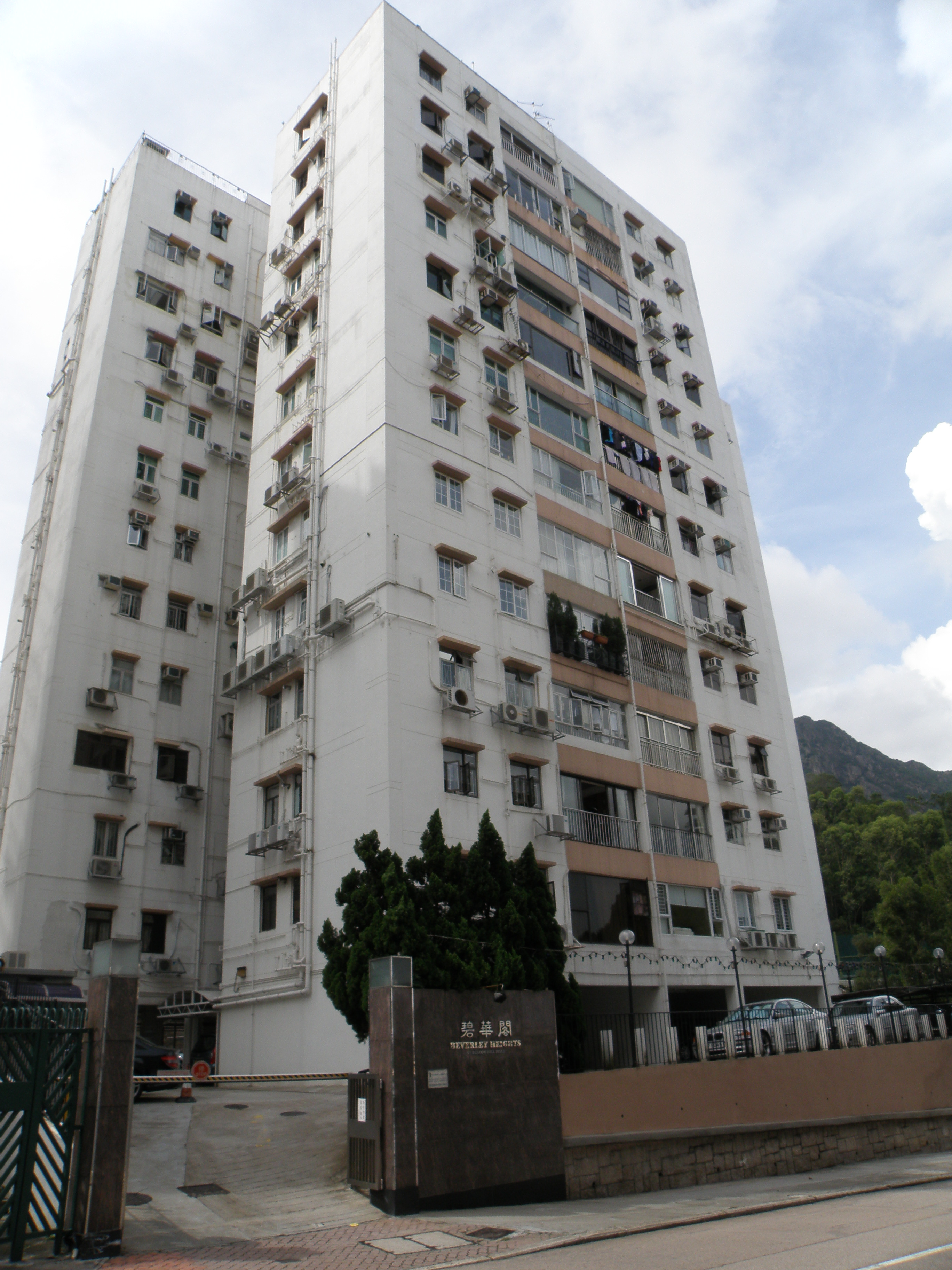
李小龍實際死亡地方碧華閣，於1970年2月落成入伙

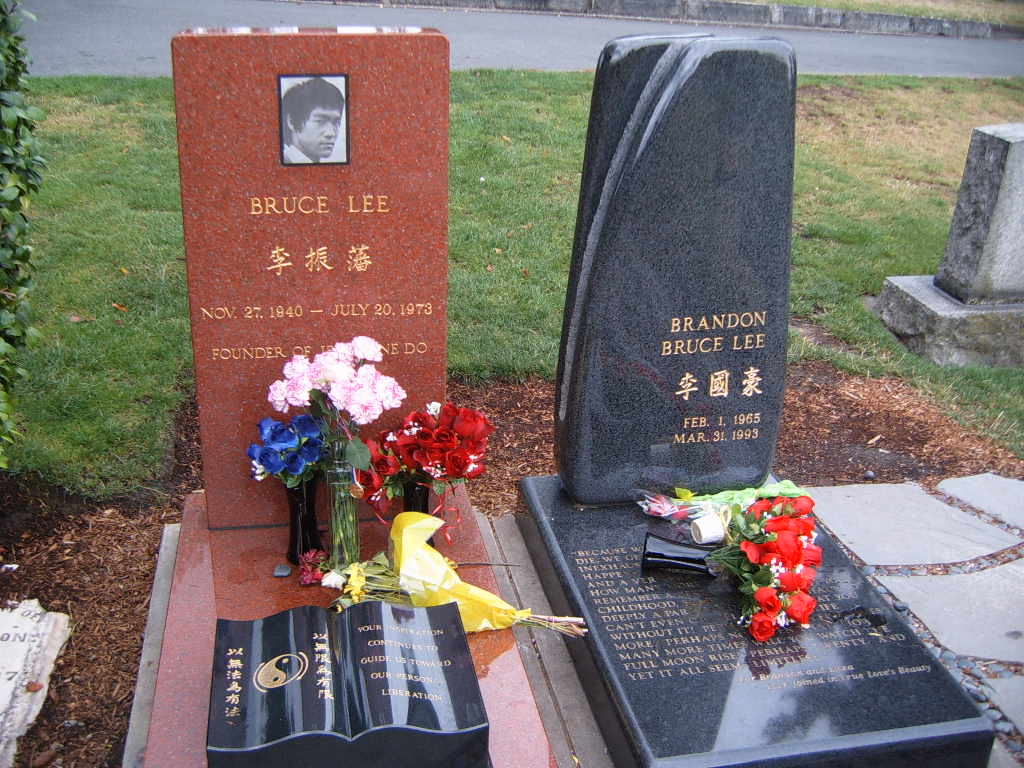
李小龍安葬於西雅圖湖景公墓

1973年5月10日下午5時，李小龍於片場為電影龍爭虎鬥配音時突然嘔吐及抽筋，陷入半昏迷，呼吸困難，情況一度危殆，被送入浸會醫院搶救。2小時後逐漸甦醒，經醫生診斷證實為發高熱及低血壓，事後李小龍對醫生說：「當我在片場突然暈倒後，就甚麼都不知道了。」之後轉到九龍法國醫院，留院一星期後出院，經醫生檢查一切如常，只是並未照X光檢驗腦部，李又再全情投入電影工作。
1973年7月20日下午3時，嘉禾電影負責人鄒文懷到達李小龍位於九龍西九龍塘金巴倫道41號的家中洽談拍攝中電影死亡遊戲的事宜。至17時，李小龍與鄒文懷轉到位於九龍塘筆架山道67號碧華閣2樓A3室的台灣女星丁珮家中，商談合作拍攝《死亡遊戲》。19時30至45分左右，鄒文懷原本該與李小龍及丁珮共同到日式「金田中餐廳」與澳洲影星拉辛比晚膳，然而因李感到頭痛，需要休息一會，故此鄒先行赴約。在鄒離開前不久，丁珮將一粒自己平時慣用的止痛藥給李小龍服用，李隨即進入丁珮房間床上躺臥睡眠，並關上房門，丁珮在客廳與鄒交談一會。隨後鄒獨自離開應約，丁則在廳中看電視。約20時30分，丁首次進入房內查看，發現李正在熟睡，接着致電餐廳知會鄒文懷，鄒回應給李多休息一會。約21時，丁第二次入房，這時李仍處熟睡狀態，且無法叫醒，遂第二次撥電告知鄒，此時鄒已接近完成晚飯，並謂會回來查看。21時30至45分，鄒回到丁珮家中，發現李毫無反應，心感不妙，遂致電丁的私人醫生協助。22時10分，住在附近的私人醫生趕到，為李小龍立即檢查，發現他沒有脈搏、心臟停止跳動，毫無生命徵象，遂於22時30分電召救護車，救護員到場為李小龍施行人工呼吸並用手急救兩分鐘，後轉用氧氣機協助其呼吸，並繼續為他進行心肺復甦法等急救，但沒有效果後立即將李送往醫院。23時送抵伊利沙伯醫院後雖經證實瞳孔放大，對光線毫無反應，心跳、呼吸完全停止，惟仍被搶救一段時間，包括在左胸注射強心針並作心肺復甦法，並為他進行電擊治療、心臟除顫器電擊治療，但情況依然無改善，直至23時38分終由米高醫生宣布死亡及簽發死亡證，正式向外界宣告其死亡，享年32歲，李小龍兄長李忠琛及嘉禾電影負責人鄒文懷趕到醫院了解情況。7月21日0時過後，警員抵達丁珮家中調查，並取走李小龍飲過的杯及服過的藥作進一步化驗。
7月24日10時遺體由醫院運往殯儀館，18時李小龍於大角咀九龍殯儀館通宵設靈，翌日早上10時大殮、12時出殯，靈堂主橫匾為「藝海星沉」、左右兩旁的副橫匾則寫有「哲人其萎」及「典型尚在」，曾經到場致祭的包括苗可秀、李香琴、譚炳文、新馬師曾、沈殿霞及羅維等，附近街道擠滿近3萬名市民，有人甚至冒險爬上大廈外牆懸臂式招牌，希望送別一代武術巨星並作最後致敬，人群中有12人暈倒，在家屬同意後，遺容經電視台轉播並由報章刊載。遺體於7月26日隨飛機空運到美國西雅圖湖景公墓土葬，當1993年3月31日其兒子李國豪於拍攝電影時意外身亡後，亦一同葬於李小龍墓旁。1973年9月3日，李小龍的死因聆訊在荃灣裁判法院開審，經過7天的審理並傳召大量證人後，9月24日3名男性陪審員一致裁定李小龍「死於非命」，死亡原因為對止痛藥物產生高度敏感速致腦水腫，而該種藥物對一般人而言不會產生高度敏感。雖然李生前有服食大麻習慣，驗屍解剖時亦發現胃部有少量大麻，但法庭認為大麻並不會致命。
雖然死因至今仍然眾說紛紜，但當化驗報告出來以後，其死因為『對頭痛藥物過敏』，發現他的腦部腫脹和帶有瘀血和動脈瘤。好友羅禮士在1975年確認李小龍的真正死因是從1968年起，他因為舉重意外而脊椎脫位，需要長期服用肌肉鬆弛劑，但是再加上家中助手給他服用的頭痛藥物產生化學作用。2022年《臨床腎臟雜誌》的研究則提出，李小龍的死因是喝了太多水，腎臟無法排出多餘水分，因此引發低血鈉症而逝世。2025年7月，香港TVB節目《真相猜・情・寻》結合大量醫學專家的意見得出的結論是李小龍死於腦癇症。

## 截拳道

李小龙与其师父叶问

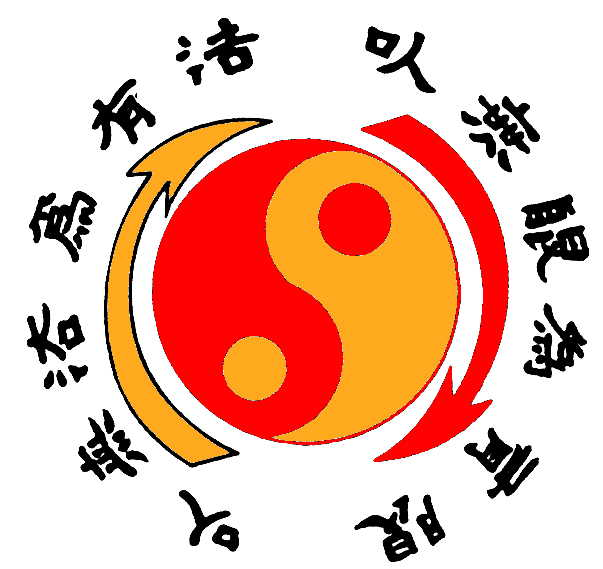
「以無限為有限，以無法為有法」是李小龍的截拳道哲學理念

李小龍意在破除一些武术旧习，走出一条新路。他认为“截拳功夫”这一名称带来了很大的限制，于是改名“截拳道”。他对于这个名字依然不满意，因为这一名称依然具有一些限制。

### 弟子
截拳道的弟子遍佈世界各地，有格魯夫、伊诺山度、严镜海、木村武之、李凱、巴斯蒂罗、黄锦铭、艾伦·乔（Allen Joe）、蓮達（其妻）、卡里姆·阿布都-賈霸等等。

## 香港足迹

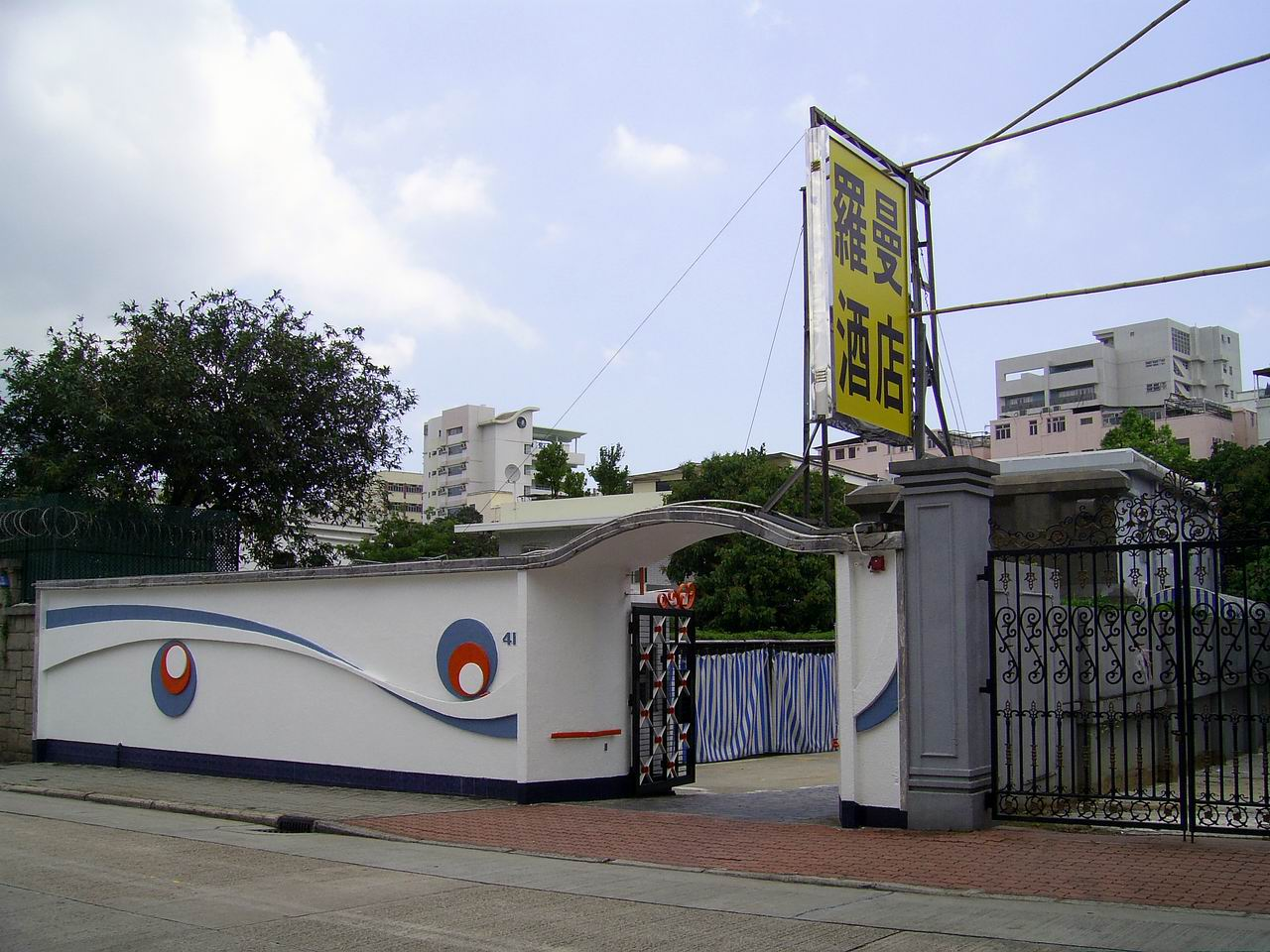
李小龍位於九龍塘的故居，曾改裝為羅曼酒店，最後保育失敗而於2019年9月拆卸

李小龍襁褓時家族從美返港，居於九龍西油麻地茂林街5號。後來香港淪陷，1941年一家搬遷到彌敦道的218號2樓，該處昔日是一幢西式唐樓，當年他們李家五姊弟就在那裏居住，後來該地點重建成恆豐酒店，對面的彌敦道223號新樂酒店則是李小龍家族每周日家庭聚餐的地方。李小龍早期入學的柯士甸道103號德信小學，校舍保存至今。後來他轉校至喇沙書院，當時喇沙原址被英軍用作軍營，故他就讀時校舍遷至何文田巴富街。另一所是於1956年入讀的大角嘴區聖芳濟書院，1973年曾應邀返該校作校運會頒獎嘉賓。
李小龍主演電影《龍爭虎鬥》取景地點屯門區青山禪院，是少數在港拍戲兼保留至今的場地。
李小龍在1972年入住過九龍塘金巴倫道41號，該獨立別墅從一位美籍商人手中购得，當時名為「栖鶴小築」。在李小龍去世後，業主鄒文懷等人以85萬元出售給余彭年，余氏再出租成為计时收费的“時鐘酒店”，名為羅曼酒店，2008年市值計約價值1億港幣。2008年四川地震，余氏打算將包括李小龍故居等五塊地皮出售，部分作為賑災用，在李小龍迷組織及一批電影文化界人士關注之下，最終沒有售出。
根據莫沛安記載，葉問葬禮他沒有到，黃淳樑有。小麒麟認為，不是因為門戶問題，而是因為十二月初 他正在拍攝《死亡遊戲》沒有留意此事。忙碌過後，李小龍親自拜會葉準。

## 影響

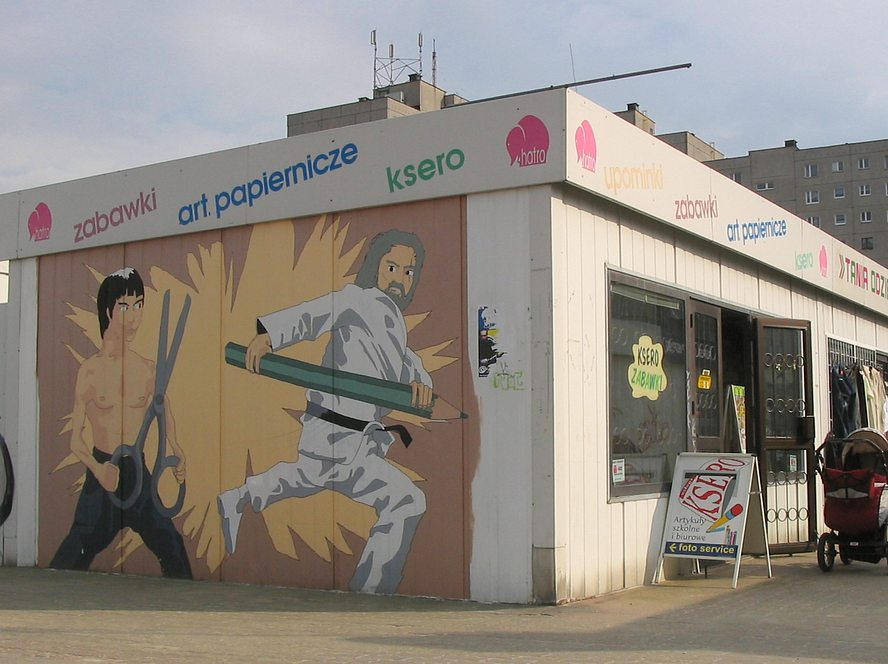
在波蘭綠山城一家文具店廣告亦可以見到李小龍形象

李小龍的事業成就對影壇以至文化方面都有影響，他開創了華人進軍荷里活的先河，他將中國武藝帶到西方國家讓外國人認識和學習功夫以及發展出MMA FlGHTING，同時令動作片（或稱「功夫片」）成為香港電影的主流片種之一。
李小龍的出現一改外國人在對華人剃髮易服的刻板印象，很多西片自此都將華人設定為武術高手出場，使得西方人以為華人都是武術高手。李小龍在好萊塢星光大道中佔有一席位置，是黄柳霜、劉玉玲和成龍以外的4位華人之一；在香港星光大道中更豎立了一座銅像及紀念牌匾。

## 趣聞
- 洪金寶憶述因誤會而與李小龍切磋的過程。李小龍回港參觀洪金寶拍片時，洪金寶曾邀請他出手見識看看，當洪一起腳時，李小龍的腳已經在洪金寶面前。[57][58][59]
- 五十年代後期，香港衛生環境不太好，衛生局為了防止市民胡亂棄置老鼠的屍體而引起鼠疫，便在馬路邊的電燈柱，離地面約一米高的位置掛一個小木箱，供市民放置死老鼠。李小龍就讀的聖芳濟書院附近老鼠箱比較多。李小龍每天放學由詩歌舞街步行到旺角，到黃淳樑師兄家中練拳，就會在途中邊行邊練拳，見一個老鼠箱就打一拳，久而久之那段路上幾十個老鼠箱全都被李小龍打爛了。衛生局便把爛了的老鼠箱換掉，但不到兩天新的老鼠箱又被李小龍打破。黃淳樑得知此事後跟小龍說：「別再打爛老鼠箱！如果再發現有老鼠箱被你打爛，我就通知旺角道街坊，把找到的老鼠屍體送到你家，等你自行處理。」之後，衛生局在新的老鼠箱貼上「破壞政府公物者，罰款二十元」的標貼。小龍見到告示後，再也不敢打老鼠箱了，轉而打鐵做的電燈柱。
- 李小龍的姊姊李秋源早前在一個李小龍相展上表示，弟弟一直不懂踏單車，亦不會游泳，以前李小龍跟家人去游泳時會惡作劇地被姊姊把他的頭按進水裏。
- 李小龍的弟弟李振輝接受《華西都市報》專訪時透露，李小龍的弱點是最怕蟑螂，他指：以前在家的時候，有一天晚上大家都睡了。從他的房裏傳出「啊！」的尖叫，我們跑過去，他已經跳到了桌子上，再一看，地上有一隻蟑螂。這是他的恐懼，每次見到蟑螂，他都會這樣反應。真不可思議。之後他還把蟑螂串成珠子戴在身上，克服恐懼感。
- 有一次李小龍偕同影圈人物前往尖沙咀旅遊區一家酒吧小飲，當時男女客人對小龍反應不一，有一沾風采為榮，故意三番兩次走近李小龍所坐之檯。但有幾名孔武有力之人，卻不折服有意挑戰，一試是否為真功夫。由於在美國，李小龍已有此種經驗，對挑戰者一概不理，但在此種情形下，挑戰者一定愈發囂張，他與友人幾乎是無法閒談，因此友人勸李小龍略作表演。李小龍在無可奈何下，向侍者拿一罐未開罐頭放在桌面上，李小龍以食指作一伸指距離，突然發勁，曲指一伸竟然插入鐵罐內，而指絲毫無損，李小龍略拖小技，「指插穿鐵罐」果然技驚四座，使憤憤不平者亦折服，從此便可安寧小飲，不再被騷擾。[來源請求]
- 伟大的美国世界拳王穆罕默德·阿里曾评价李小龙截拳道武术格斗理念超越了属于他的时代，大有英雄相惜之意， 实际上李小龙生前观看过阿里大量比赛录像学习效仿阿里的灵活蝴蝶步伐。 [60]
- 曾在嘉禾公司電影老闆家裡工作的馬姐透露，每當李小龍到訪的時候，他身上的跌打酒味道已經令到大家不用見到李小龍本人，都知道他已大駕光臨。

## 作品

### 電影
| 年分   | 上映日                   | 電影                      | 角色           | 職務                     | 合作演員/備註 |
| ------ | ------------------------ | ------------------------- | -------------- | ------------------------ | --- |
| 1941年 |                          | 金門女                    | 幼時王萊露     | 演員，客串               | 趙月嫻、陳麗湘、劉杏裳、李沛、陳麗坤；演出時三個月大，藝名「小李海泉」 |
| 1948年 | 11月24日                 | 富貴浮雲                  | 牛仔           | 演員，客串               | 羅品超、小燕飛、李海泉、半日安、胡美倫、伊秋水；藝名「李鑫」 |
| 1949年 | 5月6日                   | 夢裡西施                  |                | 演員，客串               | 羅麗娟、李蘭、廖俠懷、謝君蘇、紅光光；藝名「小李海泉」 |
| 1949年 | 11月24日                 | 樊梨花                    |                | 演員，客串               | 秦小梨、陸飛鴻、少崑崙、林家儀；藝名「新李海泉」 |
| 1950年 | 2月20日                  | 花開蝶滿枝                |                | 演員，客串               | 楊維漢、小燕飛、陳露華、陳天縱；藝名「新李海泉」/「李敏」 |
| 1950年 | 5月31日                  | 細路祥                    | 細路祥         | 演員，領銜主演           | 伊秋水、李海泉、馮峰、陳惠瑜、袁步雲、高魯泉、湯園、王桂林、馮素波；廣告藝名「李龍」 |
| 1950年 | 6月23日                  | 凌霄孤雁                  | 童年凌霄雁     | 演員                     | 白燕、张活游、陈露华、林莺、林坤山、马笑英 |
| 1951年 | 4月12日                  | 人之初                    | 牛仔           | 演員，客串               | 吳楚帆、黃曼梨、張瑛、麗兒、李兆芬、碧茜 |
| 1952年 |                          | 誰為吾拳                  | 江華鴻之徒小海 | 演員，客串               | |
| 1953年 | 4月30日                  | 苦海明燈                  | 童年天生       | 演員，客串               | 張瑛、吳楚帆、白燕、張活游、梅綺、李清、黃曼梨、容小意 |
| 1953年 | 6月28日                  | 慈母淚                    | 童年王國樑     | 演員，客串               | 紅線女、張瑛、黃楚山、楊帆、羅衍達、艾雯 |
| 1953年 | 9月27日                  | 父之過                    | 大眼狗         | 演員，客串               | 黃楚山、龐碧雲、蔣桂林、黎明、冼幹持、錢大叔、檸檬、小麒麟、徐新月、南紅、小紅荳、龐碧明、李文鉅 |
| 1953年 | 10月8日                  | 千萬人家                  | B仔            | 演員，客串               | 盧敦、黃曼梨、容小意、馮應湘、紫羅蓮、吳楚帆、周志誠、容玉意、李清、李月清 |
| 1953年 | 11月27日                 | 危樓春曉                  | 華仔           | 演員，客串               | 張瑛、吳楚帆、紫羅蓮、黃曼梨、黃楚山、葉萍、梅綺 |
| 1954年 |                          | 無風                      |                | 演員                     | |
| 1955年 | 1月1日                   | 愛 (上集)                 | 馬師侯之子     | 演員                     | 吳楚帆、白燕、張活游、馬師曾、紅線女、黃曼梨、黎灼灼、李月清、容小意、小燕飛、江端儀、紫羅蓮、李清 |
| 1955年 | 1月8日                   | 愛 (下集)                 | 馬師侯之子     | 演員                     | 吳楚帆、白燕、張活游、馬師曾、紅線女、黃曼梨、容小意、石堅、小燕飛、李清 |
| 1955年 | 2月11日                  | 孤星血淚                  | 童年王復群     | 演員                     | 吳楚帆、張活游、容小意、梅綺、蕭亮、劉克宣、黃楚山、葉萍、周志誠、高魯泉、王菲菲 |
| 1955年 | 6月24日                  | 守得雲開見明月            | 洪仔           | 演員                     | 芳艷芬、江一帆、胡楓、朱丹、譚倩紅、楊業宏、馬笑英 |
| 1955年 | 9月8日                   | 孤兒行 （又名《苦命女》） | 少年吳中興     | 演員                     | 鄧碧雲、梁醒波、鳳凰女、劉克宣、黃楚山、林妹妹、馬笑英、張雪英、藍菲 |
| 1955年 | 10月21日                 | 兒女債                    | 阿仔           | 演員                     | 黃曼梨、黃楚山、張活游、紫羅蓮、容小意、李清、林妹妹 |
| 1956年 | 2月25日                  | 詐癲納福                  | 楊小龍         | 演員                     | 新馬師曾、胡楓、白露明、林家儀、朱丹、馬笑英 |
| 1956年 | 12月22日                 | 早知當初我唔嫁            | 張少佳         | 演員                     | 芳艷芬、任剑辉、胡楓、朱丹 |
| 1957年 | 3月14日                  | 雷雨                      | 周冲           | 演員                     | 白燕、張瑛、梅綺、盧敦、黃曼梨 |
| 1957年 | 12月6日                  | 甜姐兒                    | 同學           | 演員，客串               | 張瑛、文蘭、梁醒波、吳回、葉萍、丁櫻、李鵬飛、張英才、方華 |
| 1960年 | 3月3日                   | 人海孤鴻                  | 阿三           | 演員                     | 吳楚帆、白燕、馮峰、李月清、李鵬飛 |
| 1968年 | 12月30日美國             | 風流特務勇破迷魂陣        | -              | 空手道顧問               | 迪安·马丁、埃尔克·萨默、莎伦·泰特、關南施 |
| 1969年 | 9月19日西德 10月22日美國 | 醜聞喋血                  | 黃宏度         | 演員                     | 詹姆斯·葛納、盖尔·亨尼卡特、卡罗尔·奥康纳、麗塔·莫瑞諾、莎朗·法雷尔 |
| 1970年 | 6月17日美國              | 春雨漫步                  | -              | 武術指導                 | 安東尼·奎恩、英格麗·褒曼、弗里茨·韦弗 |
| 1971年 | 10月31日                 | 唐山大兄                  | 鄭潮安         | 演員                     | 田俊、衣依、苗可秀、李昆、韓英傑、劉永、金山、林正英 |
| 1972年 | 3月22日                  | 精武門                    | 陳真           | 演員、武術指導（無列名） | 苗可秀、田豐、田俊、李昆、魏平澳、馮毅、橋本力、羅拔·貝加（Robert Baker） |
| 1972年 | 12月30日                 | 猛龍過江                  | 唐龍           | 導演、演員、武術指導     | 苗可秀、羅禮士、黃仁植、羅拔窩、瑪麗莎·隆戈、魏平澳、黃宗迅、劉永、小麒麟、胡奀、乔恩·T·本 |
| 1973年 | 3月1日                   | 麒麟掌                    | -              | 武術顧問                 | 小麒麟、孟秋、金霏、倉田保昭、陳菁、程世英、黃仁植、池漢載 |
| 1973年 | 12月18日                 | 龍爭虎鬥                  | 李先生         | 演員、武術指導           | 尊·薩遜、吉姆·凱利、石堅、羅拔窩、楊斯、鍾玲玲、安娜·姬貝莉、茅瑛、喬宏、洪金寶、董瑋 |
| 1973年 | -                        | 死亡的遊戲 （原裝版本）   | 海天           | 導演、演員、武術指導     | 田俊、解元、伊魯山度、渣巴、池漢載 - 《死亡的遊戲》乃李小龍表達心中最高武術境界的哲理電影，但電影只停留在初步構思的階段，並打算邀請武術界眾多高手客串演出，已拍攝的片段有他和伊魯山度、池漢載及渣巴的對打戲。 - 故事原意講述一名武術奇才海天（隱喻李小龍自己）與另外五名武術家（其中兩名分別由田俊、解元飾演），同時闖入一座五層寶塔，尋找塔中一個神秘寶盒；寶塔各層皆有一名不同國籍的武術家把守，每上一層都要進行生死較量......，最後李小龍贏得了寶盒，但裡面卻是一張字條，上面寫着：「生命只是一個等待死亡的歷程」...... - 後因李小龍要接拍《龍爭虎鬥》，所以停拍正在攝製中的《死亡的遊戲》，結果他拍畢《龍爭虎鬥》後便突然逝世，因此電影的故事與劇情發展成為永遠的謎題。 |
| 1977年 | 3月23日                  | 最後精武門                | 陳真           | 演員、武術指導           | 何宗道、巨龍、金琪珠、崔旻奎、李芸敏、郭武星、韓明煥、馬道植、金王國、鄭奎永、柳賢、崔亨根 - 電影《精武門》的衍生劇，1979年於英國上映。 |
| 1978年 | 3月23日                  | 死亡遊戲 （公映版本）     | 盧比利         | 演員、武術指導           | 唐龍、吉格·扬、迪恩·贾格尔、歌蓮簡、曉奧勃連、米路佛、羅拔窩、伊魯山度、渣巴、池漢載、洪金寶、元彪 - 由於李小龍突然逝世，其角色由韓籍演員唐龍補充飾演，部份動作則由元彪演出。 |
| 1981年 | 3月21日                  | 死亡塔                    | 李振強         | 演員、武術指導           | 唐龍、黃正利、杜偉和、李海生 - 李小龍上一部也是僅部分完成的電影《死亡遊戲》的續集。影片取材於《精武門》和《龍爭虎鬥》。 |

### 電視劇
| 參演年分 | 劇名                         | 角色              | 演出集數 | 備註 |
| 1966年   | 青蜂俠                       | 加藤              | 26       | 1966-09-09至1967-03-17 |
| 1966年   | 蝙蝠俠                       | 加藤              | 3        | "The Spell of Tut", 1966-09-28 "A Piece of the Action", 1967-03-01 "Batman's Satisfaction", 1967-03-02                                                       |
| 1967年   | 無敵鐵探長                   | Leon Soo          | 1        | "Tagged for Murder", 1967-10-26，客串 |
| 1969年   | 白朗黛                       | Karate Instructor | 1        | "Pick on Someone Your Own Size", 1969-01-09，客串 |
| 1969年   | 新娘駕到                     | 阿尹              | 1        | "Marriage, Chinese Style", 1969-04-09，客串 |
| 1971年   | 血灑長街（又名《盲人追兇》） | Li Tsung          | 4        | "The Way of the Intercepting Fist", 1971-09-16 "Spell Legacy Like Death", 1971-10-21 "Wednesday's Child", 1971-11-11 "I See, Said the Blind Man", 1971-11-18 |

## 紀念
- 1995年正值李小龍55歲冥壽，亞洲電視製作《《精武門》電視版》。

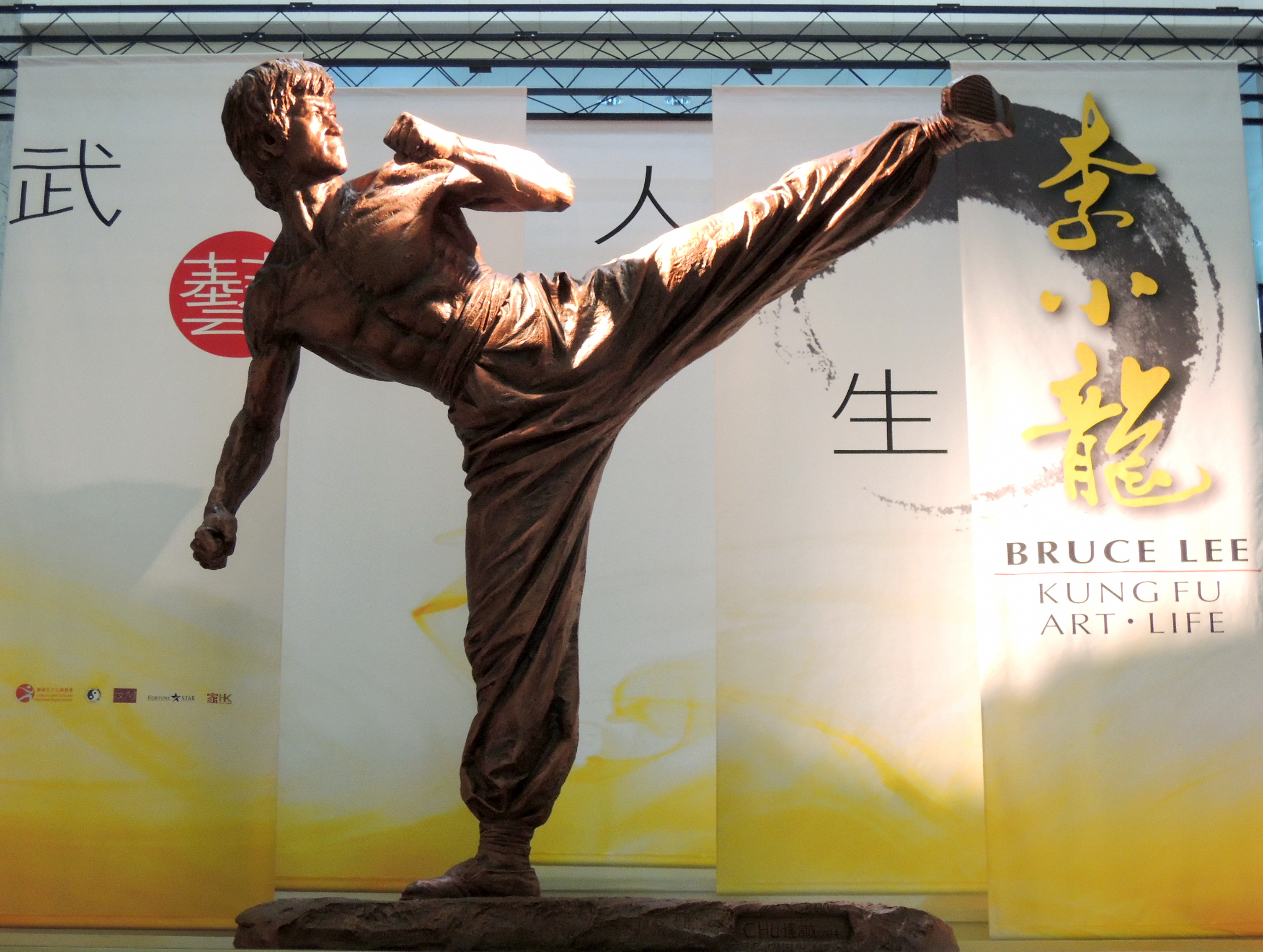
香港文化博物館「武‧藝‧人生─李小龍」展覽，一尊高3.5公尺的李小龍銅像立於博物館大堂

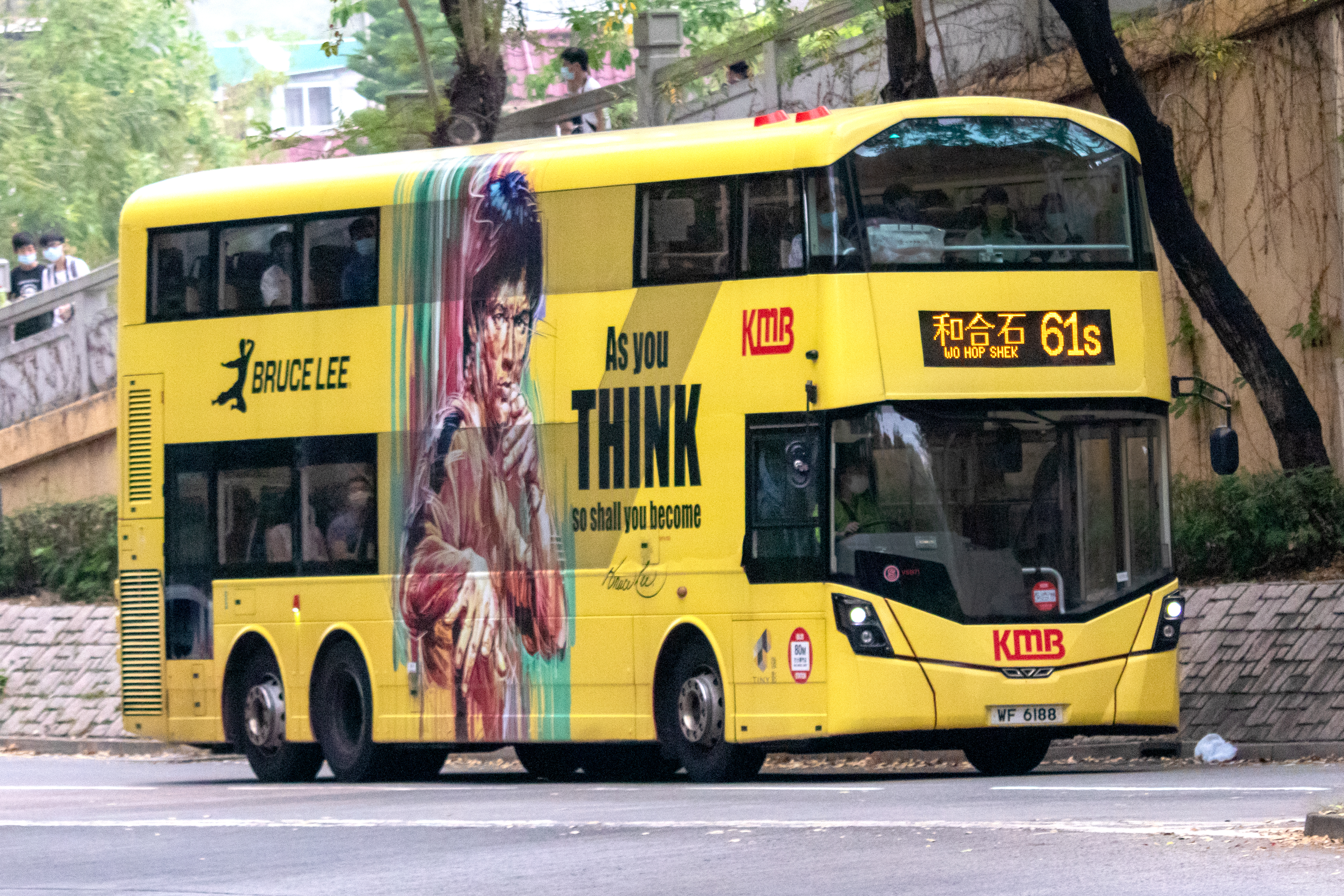
2020年11月23日起，九巴一輛富豪B8L巴士（WF6188／V6B71）被披上全車身廣告，以紀念李小龍誕辰80週年

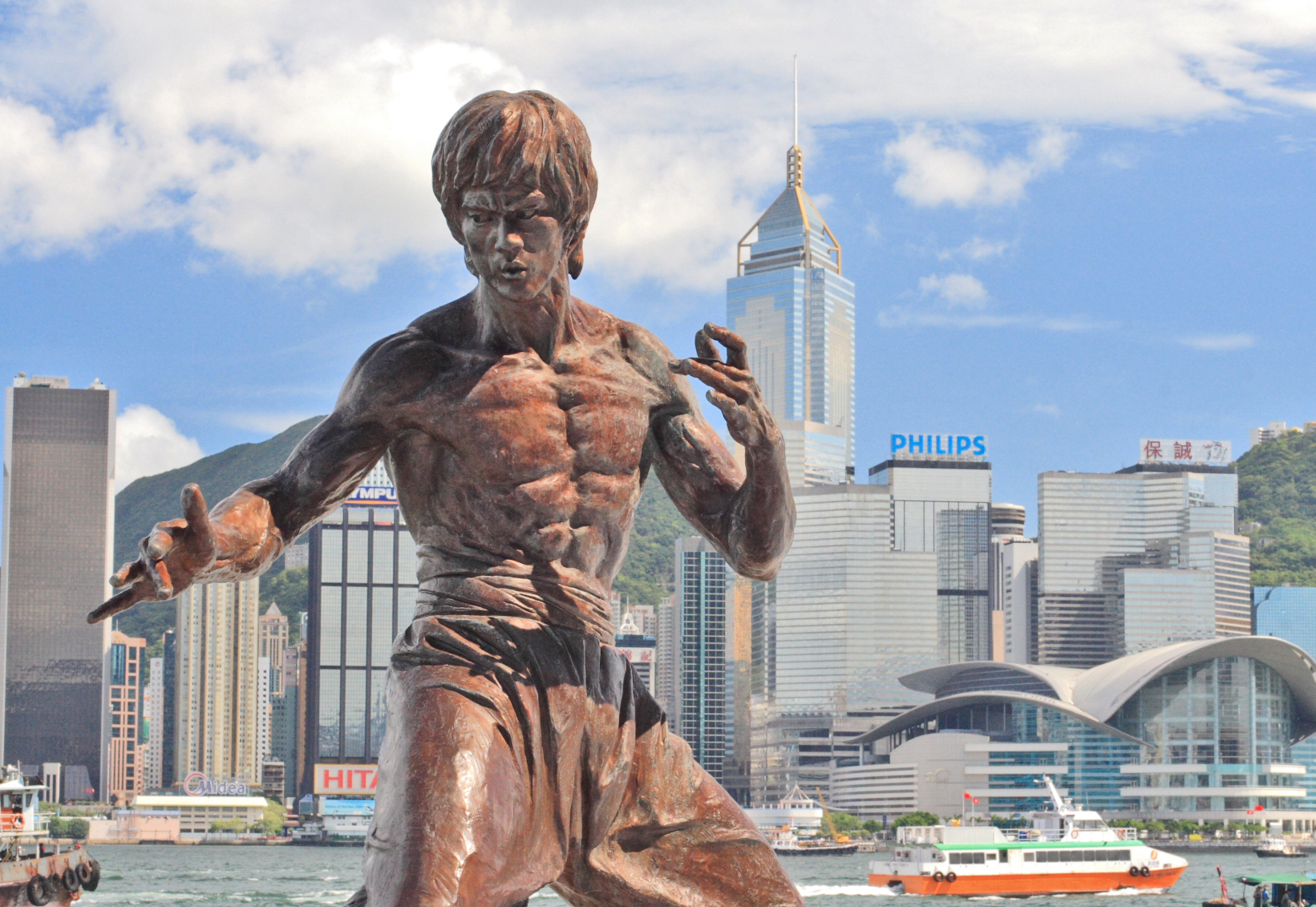
香港星光大道上的李小龍像

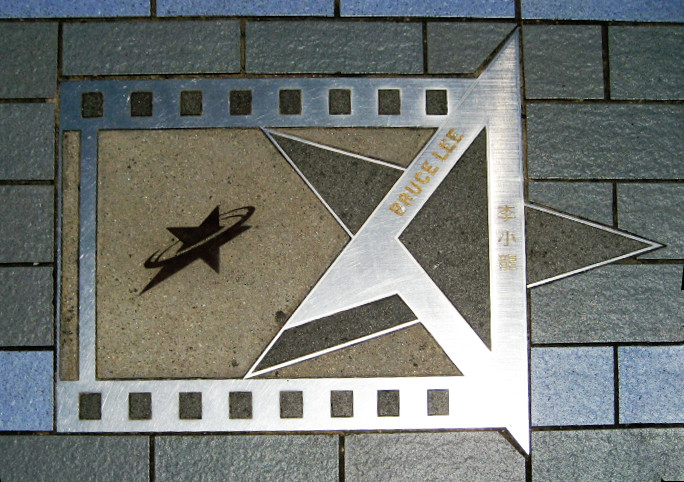
香港星光大道上的李小龍紀念牌匾

- 2001年，香港嘻哈團體大懶堂製作嘻哈音樂1127一曲，這歌名的數字其實是李小龍的誕辰，用嘻哈音樂來致敬李小龍。收錄在《LMFAMIGLIA》專輯中。
- 2001年，台灣男歌手周杰倫創作歌曲《雙節棍》致敬與紀念李小龍，此歌曲收錄在其創作專輯《范特西》中。
- 2005年11月27日，一尊高2米，按照電影《龍爭虎鬥》造型的李小龍銅像在香港星光大道揭幕，以紀念李小龍65歲冥壽。
- 全球最大的李小龍紀念館於2008年11月9日在其祖籍广东省佛山市均安鎮開幕，總用地面積3.7萬平方米，分為紀念館、演藝廣場、雕塑廣場等。[63]
- 2009年，台灣藝人康康出版，《我愛李小龍》一書，內容介紹個人李小龍周邊收藏。
- 台灣郵局於2011年1月6日代售推出李小龍70週年典藏組，限量紀念發行。
- 2011年，台灣藝人康康與王石明，在華山1914文化創意產業園區舉辦《李小龍的電影美學與時代意義》收藏展
- 「武‧藝‧人生──李小龍」：於2013年7月20日（即李小龍逝世40周年當日）揭幕，為期13年至2026年，在香港文化博物館展出其逾600件文物，包括戲服、親筆繪圖和筆記等。展覽場地總面積達850平方米，設立有多組特別建置，包括布置了李小龍5齣經典武術電影的重要場景、模擬李小龍的健身室及書室。展覽亦特設了收藏家系列，定期更換和展出來自不同收藏家借出的珍藏。
- 2013年7月20日正值李小龍四十周年忌辰，亞洲電視《星動亞洲》特别節目《傳奇40年 - 李小龍》－李小龍逝世四十周年紀念特輯，於亞洲電視及YouTube全球同步直播。
- 2013年11月27日李小龍73歲冥壽，香港團體發起《全球簽署興建李小龍紀念館活動記者招待會》，吳思遠、米雪、元華、冼灝英、韋然、方文，以及獲李小龍遺孀認可的「香港振藩截拳道總會」主席陸地等名人一起聯署支持在香港興建李小龍紀念館。
- 香港有機會在大磡村建立李小龍紀念館，2014年5月底立法會議員陳婉嫻與規劃署及房屋署等多個政府部門會面后引述官員稱會在大磡村預留地方興建李小龍館和電影資料館九龍分館，配合包括已故著名影星喬宏故居的「大磡村三寶」等三幢有歷史價值的建築物，打造成電影文化旅遊點。[64]
- 2020年11月23日起，九巴一輛富豪B8L巴士（WF6188／V6B71）被披上全車身廣告，以紀念李小龍誕辰80週年。其後（VD5513／AVBWU715）、（LY6518／ATE232）及（WW4116／E6X133）亦披上相關廣告。

### 文化描寫

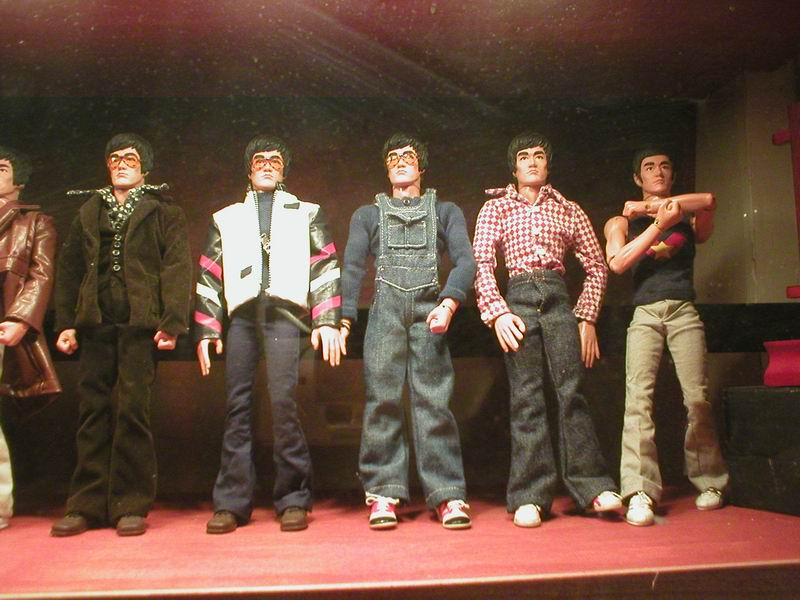
以李小龍為藍本的人偶

因為鮮明的個人特色和武術特色，有許多作品以李小龍為人物原形。

### 漫畫
- 《李小龍》：香港漫畫家上官小寶的同名武俠漫畫，於1970年出版。
- 《北斗之拳》：日本格鬥漫畫，主角拳四郎的很多地方都是模仿李小龍，如格鬥時的吼聲，還有他使用的武器（雙節棍）等。
- 《抓狂一族》：日本搞笑漫畫，主角之一春捲龍以李小龍為藍本。
- 《通靈王》：日本少年漫畫，配角之一李白龍以李小龍為藍本，及其師父沙問，與李小龍師父葉問相差一字。但漫畫中的死因為槍殺。
- 《庫洛魔法使》：1996年至2000年連載的少女漫畫及電視劇，劇中有位香港出生的男主角「李小狼」，被指其出身和名字皆與李小龍有淵源。
- 《火影忍者》中的李洛克，除了外表跟李小龍極相似外，其出生日期跟李小龍乃同一日，而且只使用體術。
- 《死神》：反派組織十刃中的一員「少龍」有中國風外型。
- 《遊戲王》：主角武藤遊戲的偶像是李小龍，而其中一回以格鬥遊戲為主題的故事也出現外表類似李小龍的反派角色。
- 《尚氣》：漫威漫畫中的中國功夫英雄，其設計初期以李小龍為藍本。
- 《猛龍頑馱無》：（李小龍+九龍高達）被喻為「影舞亂夢武尊」、「集白龍的仁德、青龍的怪力、赤龍的智略於一身」, 出身「黑虎流」, 霸龍頑馱無師弟。開創獨門派別「猛龍門」。黑刃丸師父。曾以「獨孤求敗」身份活躍。[來源請求]
- 《馬少飛隨心畫冊》：香港插畫家馬少飛所繪，描繪李小龍栩栩如生。

### 動畫
- 《封神榜》：1975年作品，台灣第一部卡通長片，台灣中華卡通製作。其中二郎神楊戩的造型根據李小龍的形象而設計。
- 《七彩卡通老夫子》：1981年作品。李小龍在片裡面擔任主角老夫子的師父，最終得到武術大賽的冠軍。
- 《星际牛仔》：1998年作品。斯皮格尔格斗技术与体型酷似李小龙，且同样具有华人世界背景。
- 《武之夢》：2014年作品，中國製作的網路動畫短片，動畫製作者李晉，歷時三年多的製作時間，內容為李小龍對打甄子丹，意旨向電影及武術的道路上不斷前行。

### 遊戲
- 《雙截龍系列》：由於日本Technōs Japan開發群是李小龍的影迷，所以在設定上可見到李小龍與截拳道的影子。例如兩位主角分別叫作「李比利」（Billy Lee）與「李吉米」（Jimmy Lee），而李小龍英文名為「Bruce Lee」。
- 《World Heroes》系列：日本ADK公司製作的格鬥遊戲，其中一名角色金龍，无论相貌动作还是功夫都与李小龙无異。
- 《Big Bang Beat》：日本製作的格鬥遊戲，有一位使用截拳道的高中生堀田大悟，出招時的吼叫聲跟李小龍如出一轍。
- 《街頭霸王》系列：日本卡普空公司製作的格鬥遊戲，有一位使用截拳道，來自香港的格鬥家飛龍，其樣貌幾乎與李小龍一致。
- 《餓狼傳說》系列：日本SNK公司製作的格鬥遊戲，有一位使用截拳道，以雙截棍及腿為招式的香港警察 Hon-Fu 韓虎，其原型為李小龍及香港電影《警察故事》中的成龍，來參考角色設定[65]。
- 《Bruce Lee》：索尼爱立信上的一款3D手机游戏。
- 《铁拳》：日本南梦宫的一款3D格斗游戏，有一位使用截拳道的厨师出生的格斗家Marshall Law，出招时的吼叫声和穿着的衣服都跟李小龍如出一辙。
- 《真人快打》系列：美國遊戲廠商Midway的一款格斗游戏，故事大綱與《龍爭虎鬥》一片結構相似。男主角Liu Kang的設定以李小龍為基礎。
- 《龍之追尋》(Bruce Lee: Quest of the Dragon)：美國遊戲，遊戲平台為XBOX。遊戲玩家可操作李小龍，是一款動作過關遊戲。
- 《傳奇的回歸》(Bruce Lee: Return of the Legend)：美國遊戲，遊戲平台為GBA。遊戲玩家可操作李小龍，是一款動作過關遊戲。
- 《生死格鬥》系列：日本特庫摩知名3D格鬥遊戲，裡面的Jann Lee，跟李小龍神似，從小被人欺負看李小龍電影，而變強，招式也跟李小龍差不多。
- 《光輝歲月》：香港手機遊戲，配角之一唐龍，以李小龍《猛龍過江》的角色名稱『唐龍』來命名，在《熱血高校》和《獅王爭霸》的關卡出沒，以首領角色出現。
- 《热血无赖》：日本史克威尔艾尼克斯推出的开放世界游戏，该游戏中的“Hai Tien Jumpsuit”和“Shen Zen”套装则在致敬《死亡遊戲》和《精武門》中李小龙的造型。
- 《英雄聯盟》：角色『李星』其中造型『龍的傳人』在中國龍年過年推出，該造型向李小龍致敬。
- 《王牌對決》：是一款網路遊戲，裡面可使用稀有英雄，外型極酷似李小龍。
- 《VR快打》系列：日本SEGA製作，遊戲角色莎拉·布萊恩以及傑克·布萊恩兄妹（國籍美國），兩人都是使用截拳道。向李小龍致敬。
- 《EA SPORTS UFC》： 美國EA Sports製作，UFC（終極格斗冠軍賽）擂台上可使用李小龍。
- 《功夫全明星》： 台灣昱泉國際製作，一款以中華功夫為題材的3D手機遊戲，一名遊戲角色比利，角色名以電影死亡遊戲的主角名稱相同，以李小龍為原型。
- 《超級功夫全明星》：台灣昱泉國際製作，功夫全明星原製作團隊製作的3D手機遊戲，遊戲裡的角色有精武門的陳真，外型如李小龍。
- 《少林大戰武當》(Shaolin vs Wutang)系列：一款獨立開發的格鬥遊戲。本作武打音效來自電影真實配音，致敬 70、80 年代的經典功夫電影。本遊戲出自一位熱愛功夫片的獨立開發者之手。遊戲能操控會使用截拳道的李小龍造型角色外，也能操控類似武打巨星成龍或是李連杰、甄子丹等角色。
- 線上大逃殺遊戲《永劫無間（NARAKA: BLADEPOINT）》由 24 Entertainment 開發。與知名武術家李小龍合作活動，遊戲加入近戰武器雙節棍，推出李小龍合作時裝。官方也公開李小龍CG化的遊戲預告影片。

### 影視
- 《李小龙传奇（英语：Bruce Lee: The Man, The Myth）》：1976年香港電影。何宗道主演，葉準飾演葉問。该片对李小龙的练武秘闻、内心世界、死因之谜等都有全面反映。主演何宗道的演技和身手在片中也发挥到顶峰状态。
- 《李小龍與我》：1976年香港電影。丁珮自組公司與邵氏合作，丁珮親自演出，李修賢飾演李小龍。
- 《李三腳威震地獄門》：1977年香港電影。由梁小龍主演。
- 《肥龍過江》：1978年香港動作喜劇片，由洪金寶導演和動作設計，倪匡編劇。主角阿龍由洪金寶飾演，學習截拳道且愛模仿李小龍。
- 《複製人李小龍：三龍怒火（英语：The Clones of Bruce Lee）》：1981年外片。
- 《非洲和尚》：1991年作品，已故著名非洲演員歷蘇，電影裡被李小龍附身，來扮演李小龍做武打動作。
- 《龙在江湖》：1992年亚洲电视有限公司出品的电视剧，由戚其义执导，吴大维主演。
- 《李小龍傳》：1993年美國傳記電影，由柯恩執導，由李截主演。講述李小龍從年輕時赴美發展並結識妻子琳達，而後回到香港成名，開創截拳道的故事；李截本人主演本片後也開始學習截拳道，並且取得導師資格。
- 《臭屁王》（又名《蠟筆小小生》）：1999年朱延平導演的作品：其中一段由學生阿武（金城武飾）因阿珍而與混混爭執，達叔吳孟達爲幫他遂以催眠大法令阿武回到前世，變成李小龍打敗混混。
- 《縱橫四海》：1999年亞洲電視電視劇，由歐錦棠飾演崔小龍，為李小龍愛好者。
- 《影城大亨》：2000年亞洲電視電視劇，由歐錦棠飾演雷龍，影射李小龍。
- 《少林足球》：2001年香港電影，周星馳導演。少林隊守門員的四師兄，陳國坤飾演。招式為鬼影擒拿手。造型和形象參考李小龍。
- 《追殺比爾》：2003年美國動作電影，女主角鄔瑪舒曼殺入日本黑幫的黃黑運動服造型就是參考李小龍的遺作《死亡遊戲》；不過女主角手中的武器是使用武士刀，與李小龍的雙節棍截然不同。
- 《李小龙传奇》：50集电视连续剧，陈国坤主演，讲述李小龙传奇的一生。2008年由CCTV-1黄金档首播并创收视率新高，不仅取得了平均收视率11.25%，最高收视率14.86%的骄人成绩，还获得了八年来CCTV平均收视、最高收视、最高份额、平均份额四项第一。
- 《李小龍》：2010年電影，由李治廷主演。內容為在港時期的李小龍的青春歲月。此電影亦是為李小龍誕生70周年致敬。
- 《葉問系列電影》系列：蔣岱言在《葉問2》（2010）中飾演童年李小龍；《葉問3》（2015）及《葉問4》（2019）中則由陳國坤飾演。
- 《龍之誕生（英语：Birth of the Dragon）》：2017年美國動作電影，李小龍在舊金山與少林派黃澤民比武的真實事蹟為藍本改編，由伍允龍扮演在美國時期的李小龍。
- 《新烏龍院之笑鬧江湖》：2018年電影，日本武打童星今井龍星在戲外喜歡模仿表演李小龍，在戲裡飾演小武癡，一展武術身手。
- 《從前，有個好萊塢》：2019年電影，塔倫提諾編導作品。由麥克·漠（英语：Mike Moh）飾演李小龍。

### 特攝
- 《超人力霸王雷歐》：本作超人力霸王雷歐的王牌招式雷歐飛踢是參考李小龍的飛踢而來。而裡面也出現雷歐手持雙節棍與怪獸對打一幕。
- 《獸拳戰隊激氣連者》：2007年2月18日起於朝日電視台放映的日本特攝劇集，激獸拳的七名創始者，師承獸拳創始人李小隆一一獣拳創始人，七拳聖和三拳魔的師父，使用激獸犀牛拳。形象原型是李小龍。
- 《假面騎士Fourze》：2011年9月4日起於朝日電視台放映的日本特攝劇集，裡面有一位的可以變身為假面騎士Meteor，修行截拳道武術的高中生朔田流星。

### 廣告
- 《松下電器Viera 3D電視》的中國內地廣告。
- 《樺達硬喉糖》廣告。
- 《芬達》日本版廣告，其中1個版本為老師裝扮成李小龍於電影《龍爭虎鬥》的半裸型態授課[66]。
- 《葡萄適》2000年代香港廣告，首次以3D動畫重現李小龍的動態。[67][68]
- 《联想集团家悅E家用教育電腦》中國內地廣告，其中1幕為老師裝扮成李小龍於電影《死亡遊戲》的黃色緊身服型態教授物理科（然而此廣告有抄襲《芬達》日本版廣告之嫌疑）。[69]。
- 《真功夫餐厅》商标形象：以中餐蒸品为产品，管理模式学习麦当劳肯德基式的快餐经营，餐厅商标形象采用酷似李小龙招牌动作的剪影形象。2019年，女兒李香凝向中國內地「真功夫」快餐店集團索償，由於該集團使用酷似李小龍形像商標作招徠時間長達15年，被Bruce Lee Enterprises，LLC（李小龍有限責任公司）訴至上海二中院[70]。
- 《Johnnie Walker廣告》2013年推出的一個酒商廣告，製作者以3D技術使李小龍「復活」，並由李小龍介紹生前他提倡的哲學思想。
- 《諾基亞N96》手機廣告，內容為李小龍使用雙節棍來打桌球。
- 《味丹真麵堂》 - 李小龍篇。

### 引用
1. ↑  .   [2013-07-21]. （原始内容存档于2012-11-23）.
2. 1 2  Bruce Lee Foundation - Biography 的存檔，存档日期2010-08-22.
3. ↑  .   [2009-03-30]. （原始内容存档于2021-02-11）.
4. 1 2 3 4 5 6 7 8 9 10 11 12 13 14 15  . 華僑日報第二張第一頁. 1973年9月25日.（繁體中文）
5. 1 2  . 中原地產. 2019年11月7日  [2020年3月13日]. （原始内容存档于2021年7月9日）.（繁體中文）
6. ↑  . 自由時報. 2025-01-19  [2025-02-12]. （原始内容存档于2025-04-25）.
7. ↑  .   [2022-01-20]. （原始内容存档于2017-08-03）.
8. ↑  . www.washington.edu.   [2023-03-04]. （原始内容存档于2023-03-05）.
9. ↑  . The News Lens 關鍵評論. 2017-09-04  [2021-08-11]. （原始内容存档于2021-08-11）.
10. ↑  . 中國新聞網. 2010-11-28.[永久]
11. ↑  Dewolf, Christopher. . Zolima City Magazine. 2020-11-19  [2024-05-04]. （原始内容存档于2024-05-04） （英国英语）.
12. ↑  这一信息由李振辉在有线电视纪录片《最强家庭：李小龙》3分35秒时给出。该节目于1999年10月26日在福克斯家庭频道播出。
13. 1 2 3 4  余慕雲（2000）「李小龍與電影」《不朽的巨龍－李小龍電影回顧展》頁16，2000年11月
14. ↑  Lee, Grace. . United States: CFW Enterprise. 1980.
15. ↑  Bruce Lee: the immortal Dragon, January 29, 2002, A&E Television Networks
16. ↑  Black Belt: Bruce Lee Collector's Edition Summer 1993
17. ↑  Thomas 1994，第26頁
18. ↑  Sharif 2009，第56頁
19. ↑  Black Belt: Bruce Lee Collector's Edition Summer 1993 p. 19
20. ↑  Black Belt: Bruce Lee Collector's Edition Summer 1993, p. 18
21. 1 2 3 4 5 6 7 8 9 10 11 12 13 14 15 16 17 18 19 20 21 22 23 24 25 26 27 28 29 30 31 32 33 34  . 香港電影導演會. 2024-01-22  [2024-01-22]. 原始内容存档于2021-06-20 （英语）.
22. 1 2 3 4 5 6 7 8 9 10 11 12 13 14 15 16 17 18 19 20 21 22 23 24 25 26 27  . Angelfire. 2024-01-22  [2024-01-22]. 原始内容存档于2019-08-07 （英语）.
23. ↑  香港電影資料館（2000）「李小龍電影年表」《不朽的巨龍－李小龍電影回顧展》頁47，2000年11月
24. 1 2 3  余慕雲（2000）「李小龍與電影」《不朽的巨龍－李小龍電影回顧展》頁17，2000年11月
25. ↑  . 香港文匯報. 2018年9月18日.
26. ↑  . Washington.edu.   [January 22, 2010]. （原始内容存档于2011-02-21）.
27. ↑  Little 2001，第32頁
28. ↑  Thomas 1994，第42頁
29. ↑  . The Bruce Lee Foundation.   [2015年5月11日]. （原始内容存档于2012年11月19日）.
30. ↑  Bruce Thomas. . Frog Books. 2005: 83. ISBN 978-1-58394-125-6.
31. ↑  .   [2016-08-13]. （原始内容存档于2016-08-22）.
32. 1 2  ''Bruce Lee: The Immortal Dragon'', January 29, 2002, A&E Television Networks
33. ↑  Dorgan, 1980
34. ↑  . Rainbow Publications Inc. 1993: 117.
35. 1 2  Dorgan，1980
36. ↑  .   [2014-10-26]. （原始内容存档于2020-09-30）.
37. ↑  余慕雲（2000）「李小龍與電影」《不朽的巨龍－李小龍電影回顧展》頁18，2000年11月
38. ↑  身中兩彈離美 再沒回三藩市 （页面存档备份，存于）. 星島日報
39. ↑  第10屆金馬獎得獎名單
40. ↑  徽標 協和電影公司
41. ↑  .   [2025-02-02]. （原始内容存档于2025-02-25）.
42. ↑  7月8日為“李小龍日”重溫李小龍的光影傳奇 的存檔，存档日期2010-08-17.半島網-半島都市報2008-07-08 15:45
43. ↑  . 中原地產.（繁體中文）
44. 1 2 3  . 無綫新聞. 1973年7月21日  [2014年6月23日]. （原始内容存档于2016年3月29日）.（粵語）
45. 1 2 3  . 華僑日報第二張第一頁. 1973年9月5日.（繁體中文）
46. 1 2 3 4 5 6 7 8 9  . 無綫電視. 1973年7月  [2020-03-29]. （原始内容存档于2020-05-16）.（繁體中文）
47. 1 2  . 華僑日報第二張第一頁. 1973年7月26日.（繁體中文）
48. ↑  . 大公報第四版. 1973年7月26日.（繁體中文）
49. ↑  .   [2013-07-20]. （原始内容存档于2021-02-01）.
50. ↑  王祖鵬. . The News Lens 關鍵評論網. 2022-11-22  [2022-12-01]. （原始内容存档于2022-12-02） （中文（臺灣））.
51. ↑  . 無綫新聞 TVB News.   [2025-07-23] （中文（香港））.
52. ↑  Thomas,1993, p. 81
53. ↑  李振輝尋找哥哥足迹 （页面存档备份，存于）蘋果日報2010年11月14日
54. ↑  70冥壽　生前事蹟串連10景點重踏李小龍足印蘋果日報2010年11月27日
55. ↑  李小龙故居被拍卖售屋金额作为赈灾善款【星島網訊】2008-05-23
56. ↑  尖山《新武俠雜誌》1973年. 存檔於2022年3月24日
57. ↑  . 東方日報. 2015年4月25日  [2015年7月19日]. （原始内容存档于2015年9月24日） （粵語）.
58. ↑  .   [2015年7月19日]. （原始内容存档于2021年1月24日） （粵語）.
59. ↑  .   [2015年7月19日]. （原始内容存档于2020年6月14日）.
60. ↑  麥海雲. . 武俠世界. 1979, (1030): 36.
61. ↑  .   [2024-01-02]. （原始内容存档于2023-10-05）.
62. ↑  . DVD Talk.   [2011-02-04]. （原始内容存档于2024-01-01）.
63. ↑  （繁體中文） 全球最大李小龍紀念館順德開幕 （页面存档备份，存于），2008年11月11日，雅虎新聞，引自《明報》，於2008年11月11日查閱
64. ↑  （繁體中文） 李小龍紀念館擬落戶大磡村 （页面存档备份，存于），東方日報2014-05-30
65. ↑  .   [2016-07-23]. （原始内容存档于2018-09-17）.
66. ↑  .   [2023-04-13]. （原始内容存档于2023-04-18）.
67. ↑  .   [2024-01-03]. （原始内容存档于2024-01-03）.
68. ↑  .   [2024-01-03]. （原始内容存档于2024-01-28）.
69. ↑  .   [2023-04-13]. （原始内容存档于2023-05-03）.
70. ↑  . 東網. 2019-12-25  [2020-01-06]. （原始内容存档于2020-06-29）.

### 书目
- Bishop, James. . Dallas: Promethean Press. 2004. ISBN 0-9734054-0-6.
- Bolelli, Daniele. . Blue Snake Books. 2008  [June 13, 2020]. ISBN 978-1-58394-219-2. （原始内容存档于June 14, 2020）.
- Campbell, Sid.  1 illustrated. Frog Books. 2003  [March 16, 2016]. ISBN 1-58394-089-8. （原始内容存档于April 6, 2019）.
- Campbell, Sid.  illustrated. Blue Snake Books. 2006  [March 16, 2016]. ISBN 1-58394-148-7. （原始内容存档于April 6, 2019）.
- Clouse, Robert.  illustrated. Unique Publications. 1988. ISBN 0-86568-133-3.
- Dennis, Felix.  illustrated. Wildwood House. 1974. ISBN 0-7045-0121-X.
- Dorgan, Michael. . EBM Kung Fu Academy. 1980  [December 27, 2009]. （原始内容存档于October 18, 2018）.
- Glover, Jesse R. . Unspecified vendor. 1976. ISBN 0-9602328-0-X.
- Lee, Bruce.  reprint. Ohara Publications. 1975. ISBN 0-89750-048-2.
- Lee, Bruce. M. Uyehara , 编.  illustrated. Black Belt Communications. 2008. ISBN 978-0-89750-170-5.
- Lee, Linda. . Warner Paperback Library. 1975a. ISBN 0-446-78774-4.
- Lee, Linda. . United States: Ohara Publications. 1989  [March 16, 2016]. ISBN 0-89750-121-7. （原始内容存档于April 5, 2019）.
- Little, John. . Tuttle Publishing. 2001  [March 16, 2016]. ISBN 0-8048-3263-3. （原始内容存档于April 5, 2019）.
- Little, John.  illustrated. McGraw-Hill. 1996. ISBN 0-8092-3194-8.
- Little, John. . Tuttle Publishing. 1997  [March 16, 2016]. ISBN 0-8048-3133-5. （原始内容存档于April 5, 2019）.
- Little, John.  illustrated. Tuttle Publishing. 1997  [March 16, 2016]. ISBN 0-8048-3132-7. （原始内容存档于April 5, 2019）.
- Little, John. . Bruce Lee Library 2 illustrated. Tuttle Publishing. 1997  [March 16, 2016]. ISBN 0-8048-3110-6. （原始内容存档于April 5, 2019）.
- Little, John. . Tuttle Publishing. 1998  [March 16, 2016]. ISBN 978-0-8048-3129-1. （原始内容存档于April 5, 2019）.
- Little, John.  illustrated. Tuttle Publishing. 2002  [March 16, 2016]. ISBN 0-8048-3471-7. （原始内容存档于April 6, 2019）.
- Polly, Matthew. . New York: Simon & Schuster. 2018. ISBN 9781501187643.
- Rafiq, Fiaz; Lee Inosanto, Diana. . Birlinn. 2020. ISBN 9781788853309.
- Sharif, Sulaiman. . new media entertainment ltd. 2009  [March 16, 2016]. ISBN 978-0-9677546-2-8. （原始内容存档于April 5, 2019）.
- Thomas, Bruce. . Berkeley, California: Frog, Ltd. 1994. ISBN 1-883319-25-0.
- Thomas, Bruce.  illustrated. Blue Snake Books. 2006  [March 16, 2016]. ISBN 1-58394-173-8. （原始内容存档于April 5, 2019）.
- Uyehara, Mitoshi.  illustrated. Black Belt Communications. 1993. ISBN 0-89750-120-9.
- Vaughn, Jack. . Black Belt Communications. 1986  [March 16, 2016]. ISBN 0-89750-106-3. （原始内容存档于April 6, 2019）.
- Yılmaz, Yüksel. . İstanbul, Turkey: Beyaz Yayınları. 2000. ISBN 975-8261-87-8.
- Yılmaz, Yüksel. . İstanbul, Turkey: Yalın Yayıncılık. 2008. ISBN 978-9944-313-67-4.

## 外部連結
- Hong Kong Bruce Lee Club 　香港李小龍會
- The Official Bruce Lee site　李小龍官網 （页面存档备份，存于）（英文）
- Bruce Lee Foundation　李小龍基金會 （页面存档备份，存于）（英文）
- Bruce Lee的Facebook專頁（英文）
- Bruce Lee在互联网电影资料库（IMDb）上的資料（英文）
- 李小龙在香港影庫上的簡介
- 李小龙在豆瓣上的资料（简体中文）
- 李小龙在时光网上的簡介（简体中文）
- 中文電影資料庫-李小龍 （页面存档备份，存于）